# Luís Gonzaga Gomes
Luís Gonzaga Gomes (em grafia antiga Luiz Gonzaga Gomes) OIH (Macau, 11 de julho de 1907 — Macau, 20 de março de 1976) foi um escritor, sinólogo, tradutor, filólogo, historiador, musicólogo e professor macaense.

## Biografia
Luís Gonzaga Gomes era filho de Joaquim Francisco Xavier Gomes e Sara Carolina da Encarnação. Estudou no Liceu de Macau, tendo sido aluno de, entre outros, Camilo Pessanha, José da Costa Nunes, Manuel da Silva Mendes e Mateus António Lima. Durante os seus estudos no Liceu, foi colaborador do jornal estudantil "A Academia", que lhe proporcionou a oportunidade de conhecer os irmãos escritores Paço d’Arcos (Henrique Belford Correia da Silva e Joaquim Paço d'Arcos).
Desde muito novo, destacou-se como um profundo conhecedor da cultura chinesa e da língua cantonense, sendo considerado um dos expoentes máximos do diálogo intercultural luso-chinês e uma das figuras mais emblemáticas de Macau e da comunidade macaense. Um espantoso auto-didacta, os inúmeros ramos do conhecimento e da arte que explorou, desde a música à historiografia, permitem compará-lo a um homem do renascimento.
Luís Gonzaga Gomes foi professor de línguas cantonense e inglesa no Liceu de Macau e na Escola dos Correios, secretário da Comissão da Elaboração do Regulamento do Curso de Língua Chinesa no Liceu de Macau, professor de língua portuguesa em organismos estatais ligados à República Popular da China e, durante duas décadas, professor do ensino primário e director da Escola Primária Oficial Pedro Nolasco da Silva (Central). Além de professor, ele foi também inspector substituto do ensino primário, director da Emissora de Radiodifusão de Macau, criador e conservador do Museu Luís de Camões (actual Museu de Arte de Macau), fundador do Instituto Luís de Camões, tesoureiro do Grupo de Amadores de Teatro e Música, secretário do Círculo de Cultura Musical, secretário da Comissão Instaladora da Academia de Música, director-bibliotecário da Biblioteca Nacional de Macau e secretário do Círculo Cultural de Macau. Como professor de língua cantonense, ele defendeu sempre a importância do ensino da língua e cultura chinesas junto das comunidades portuguesa e macaense, para que estes últimos possam, sem preconceitos, aprofundar o seu conhecimento sobre a milenar civilização chinesa.
O seu grande conhecimento da língua chinesa permitiu-o tornar-se num tradutor-intérprete principal da Repartição do Expediente Sínico e traduzir várias obras literárias portuguesas (ex: Mensagem de Fernando Pessoa) para a língua chinesa e vice-versa.
Baseado na sua erudita e séria investigação historiográfica, ele escreveu muitos artigos para vários jornais de Macau e de várias cidades do Império português. Sendo um grande colaborador da imprensa, ele foi director do Boletim do Instituto Luís de Camões, director dos Arquivos de Macau, secretário-geral e redactor do jornal diário Notícias de Macau, chefe de redacção e administrador da revista Renascimento, colaborador da revista cultural Mosaico (editada pelo Círculo Cultural de Macau) e correspondente da Agência Noticiosa de Informação.
Além da educação e da cultura, ele participava activamente na vida cívica e política de Macau, sendo secretário da Associação Desportiva Macaense, secretário da União Desportiva de Macau, presidente do Rotary Club de Macau, vice-presidente do Leal Senado de Macau, vogal da Comissão de Terras, secretário da Comissão da Defesa e Valorização do Património Artístico e Histórico da Província de Macau, vogal-secretário da Comissão Provincial da União Nacional e secretário da comissão de instalação do Arquivo Central de Macau.
Ele foi um grande coleccionador de arte chinesa e proprietário de uma vasta biblioteca, que faz parte agora da Biblioteca de Macau e do Arquivo Histórico de Macau. O Monsenhor Manuel Teixeira considerou que "Luís Gomes foi o melhor e o mais prolífico historiador macaense nestes quatrocentos anos de vida desta terra"
Morreu no dia 20 de Março de 1976, aos 68 anos de idade, não deixando nenhuma descendência, visto que não era casado.

## Condecorações e homenagem
Luís Gonzaga Gomes foi condecorado com o título de Oficial da Ordem do Infante D. Henrique (23 de Junho de 1969), com a Medalha de Valor (atribuído a título póstumo pelo Governador Vasco de Almeida e Costa) e com o título de Cavaleiro da Ordem das Palmas Académicas.

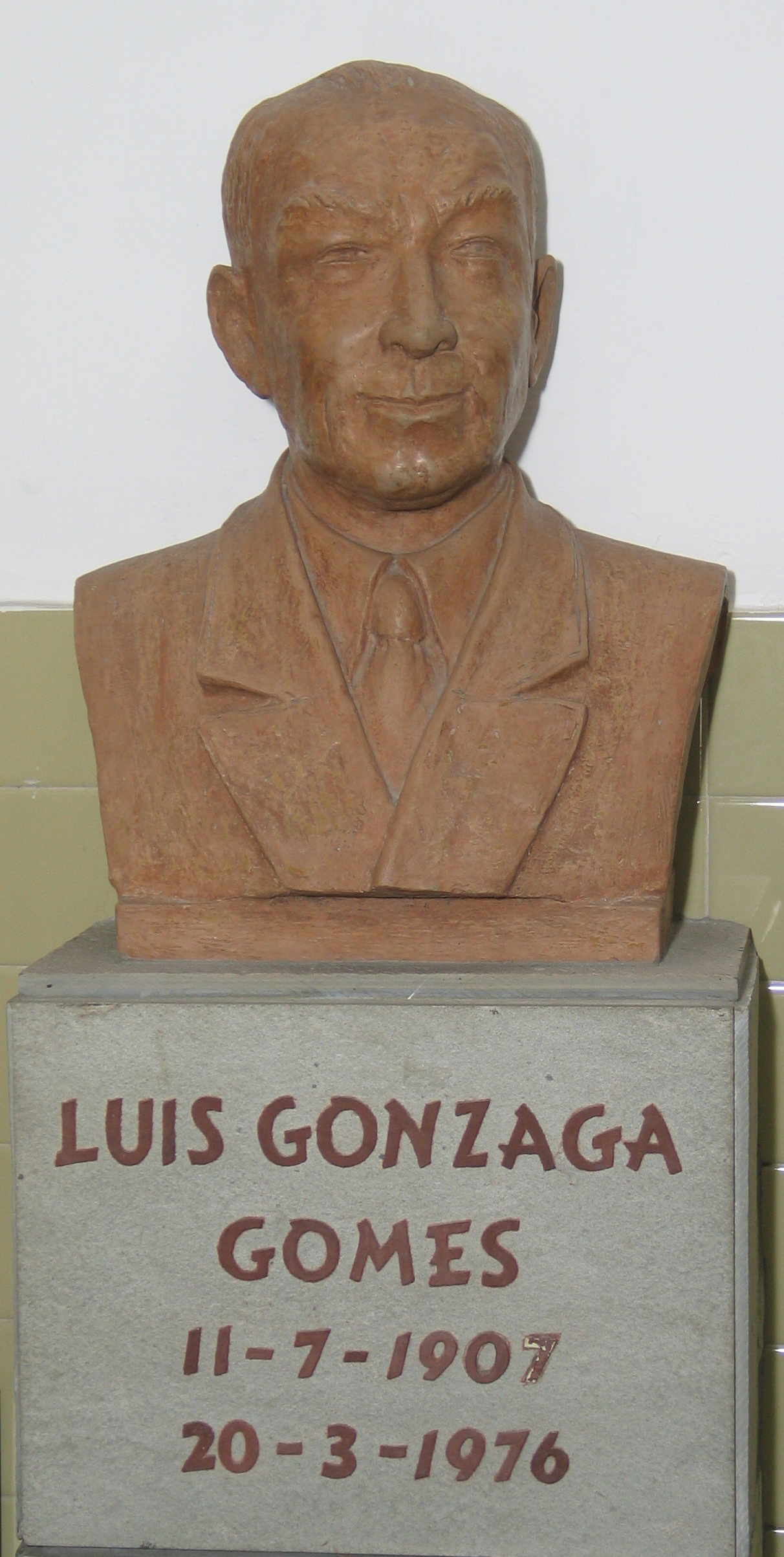
Busto de Gomes

Em 1977, foi colocado o seu busto numa sala do Museu Luís de Camões e, em 1984, um outro busto foi colocado no Jardim de S. Francisco. Ambos são da autoria do escultor italiano Oseo Leopoldo Goffredo Acconci, que foram posteriormente removidos por motivos diversos. Hoje, o busto que esteve no Jardim de S. Francisco está firmado no Jardim das Artes.
Em sua homenagem, foi baptizada uma via pública com o nome de Rua de Luís Gonzaga Gomes, que se situa na Zona dos Aterros do Porto Exterior. Foi também criado o prémio escolar Luís Gonzaga Gomes e uma escola secundária luso-chinesa foi designada com o seu nome (Escola Secundária Luso-Chinesa de Luís Gonzaga Gomes).

## Obras
Segue-se uma lista incompleta das inúmeras obras escritas e traduzidas por Luís Gonzaga Gomes: 
- Tradução de Os Lusíadas, contados às crianças de João Barros para a língua cantonense
- Arte europeia na corte de Qianlong (português e chinês)[4]
- Vocabulário Cantonense-Português (1941)
- Vocabulário Português-Cantonense
- Tradução para português do livro Ou Mun Kei-Leok a partir do cantonense, de autoria de Tcheng U Lám e Jan Kuong, que foram dois mandarins chineses que no século XVII visitaram Macau. (1945-1946)[1]
- Contos Chineses (1950)
- Lendas Chinesas de Macau (1951)
- Chinesices (1952)[8]
- Curiosidades de Macau Antiga (1952)
- Festividades Chinesas (1953)
- Arte Chinesa (1954)
- Efemérides da História de Macau (1954)
- Noções elementares da língua chinesa (1958)
- Tradução de "A Mensagem" de Fernando Pessoa para a língua cantonense (1959)
- Páginas de História de Macau (1966)
- Bibliografia Macaense (1973)
- Macau: Factos e Lendas (1979)
- Algumas Noções sobre a História de Macau (1995)
- Macau, Um Município com História (1997)[2][3]
- O Clássico Trimétrico
- O Estudo de Mil Caracteres
- A Piedade Filial
- As Quatro Obras
- O Livro da Via e da Virtude de Láucio.[4]